# Гаосэн чжуань
«Гаосэн чжуань» (кит. трад. 高僧傳, пиньинь Gāosēng zhuàn, «Жизнеописания достойных монахов» или «Жизнеописания Высоких наставников») — памятник буддийской исторической литературы, важнейший источник по истории раннего китайского буддизма в тринадцати частях, созданный в конце V — начале VI вв. Составитель — Хуэйцзяо (кит. 慧皎, 497-554)

## Структура
В сборнике содержится около 500 биографий, распределённых по 10 разделам:
1. «Переводчики» («Ши цзинь»), цзюани 1-3
2. «Толкователи» («И цзяо»), цзюани 4-8
3. «Чудотворцы» («Чань и»), цзюани 9-10
4. «Преуспевшие в самосозерцании» («Си чань»), цзюань 11
5. «Знатоки винаи» («Мин люй»), цзюань 11
6. «Принесшие себя в жертву» («Ман шэн»), цзюань 12
7. «Декламаторы» («Тун цзин»), цзюань 12
8. «Сотворившие благо» («Син фу»), цзюань 13
9. «Наставники в сутрах» («Цзин ши»), цзюань 13
10. «Сказители» («Чан дао»), цзюань 13

Также в сборник вошли авторское предисловие, послание первого критика «Гаосэн чжуань» Ван Маньина автору, ответное письмо Хуэйцзяо и памятная записка о последних годах его жизни.

## Значение
В отношении насыщенности фактами и исторической достоверности «Гаосэн чжуань» не уступает образцам официальной китайской историографии того времени. В сборнике выражено представление о единстве буддизма в Индии и Китае (вместо традиционного китайского противопоставления «Китай — варвары»), его всеобщности вне зависимости от деления на школы. От «Гаосэн чжуань» берёт начало буддийская биографическая традиция в Китае, а также в Корее и Японии.
Сборник «Гаосэн чжуань» был написан во времена государства Южная Лян. Впоследствии, при империи Тан Даосюань составил «Сюй гаосэн чжуань» («Продолжение жизнеописаний достойных монахов») в 30 цзюанях, при империи Сун Цзаньнин составил «Сун гаосэн чжуань» («Жизнеописания достойных монахов эпохи Сун») в 30 цзюанях, при империи Мин Жусин составил «Да Мин гаосэн чжуань» («Жизнеописания достойных монахов эпохи Великой Мин») в 8 цзюанях. Вместе эти четыре сборника известны как «Сы чао гаосэн чжуань» («Жизнеописания достойных монахов четырёх династий»).

## Издания на русском
- Хуэй-цзяо[итал.] Жизнеописания достойных монахов (Гао сэн чжуань): В 3-х т. / Перевод с китайского, исследование комментарий и указатели М. Е. Ермакова. — М.: Наука ГРВЛ, 1991. — Т. I (Раздел 1: Переводчики) / Ответственный редактор Л. Н. Меньшиков.  — 251 с. — (Памятники письменности Востока. ХСІХ, 1. Bibliotheca Buddhica. XXXVIII). — ISBN 5020167886
- Хуэй-цзяо. Жизнеописания достойных монахов (Гао сэн чжуань): В 3 т. / Перевод с китайского, вступительная статья, комментарий и указатели М. Е. Ермакова — Том II. (Раздел 2: Толкователи). — СПб.: Петербургское востоковедение, 2005. — 240 с. — (Памятники культуры Востока, XVIII). — ISBN 5858032977